# Gare de Châteaubourg
La gare de Châteaubourg est une gare ferroviaire française de la ligne de Paris-Montparnasse à Brest, située sur le territoire de la commune de Châteaubourg, dans le département d'Ille-et-Vilaine en région Bretagne.
C'est une gare de la Société nationale des chemins de fer français (SNCF) desservie par des trains express régionaux du réseau TER Bretagne, circulant entre Rennes et Vitré ou Laval. À une vingtaine de kilomètres à l'est de Rennes, elle permet de relier la gare de Rennes entre 13 et 22 minutes suivant les horaires et les gares desservies.

## Situation ferroviaire

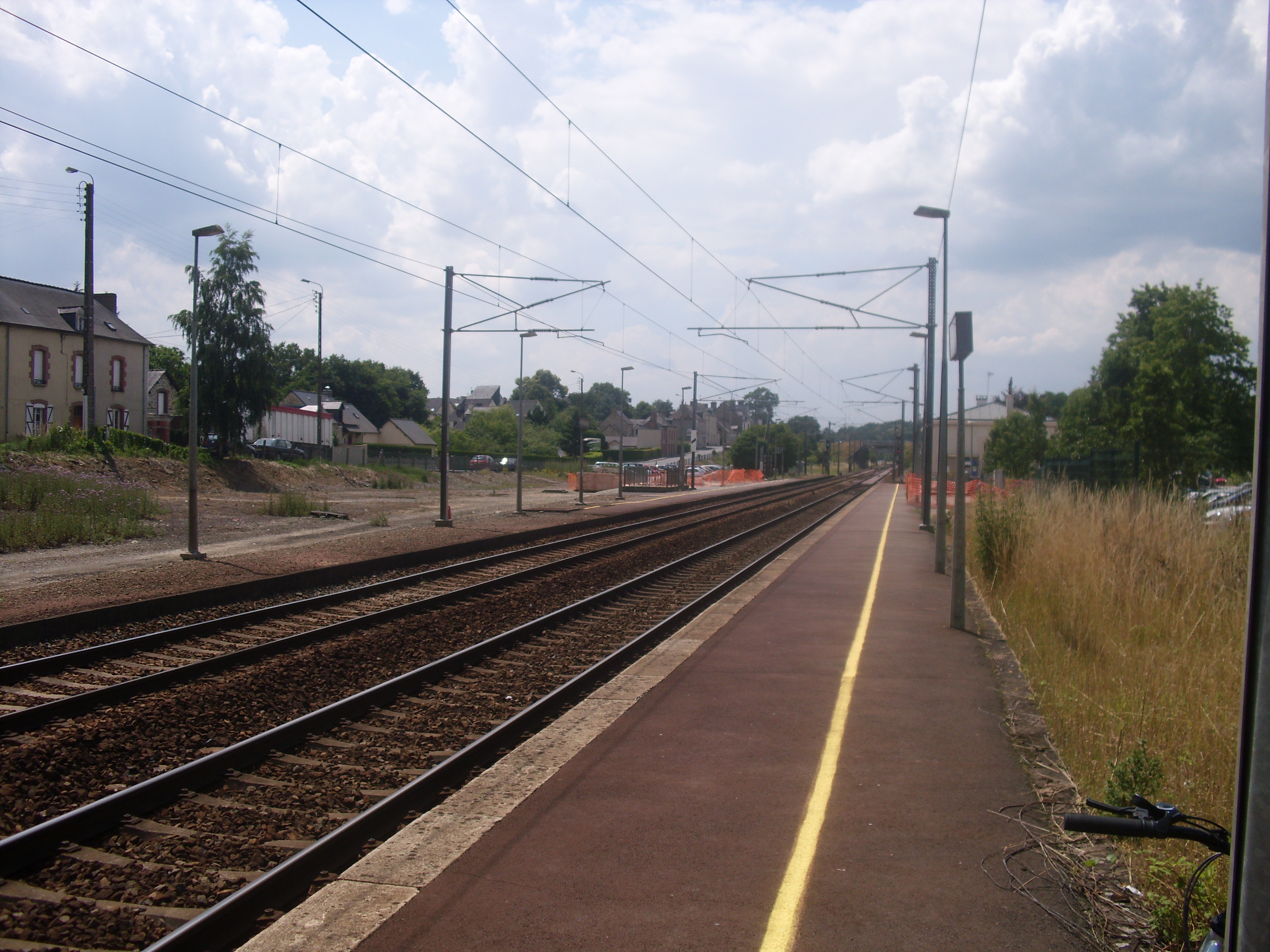
Voies et quais de la gare.

Établie à 45 m d'altitude, la gare de Châteaubourg est située au point kilométrique (PK) 357,316 de la ligne de Paris-Montparnasse à Brest, entre les gares des Lacs et Servon.

## Histoire
En 1856, Châteaubourg est l'une des deux stations prévues entre Vitré et Rennes mise en service lors de l'ouverture du tronçon entre Le Mans et Laval le 1er mai 1857. Selon le site de la ville de Châteaubourg, Napoléon III serait venu inaugurer la gare en août 1858.
En 2009, la gare bénéficie d'améliorations avec notamment  la mise en place d'abris de quais équipés de sièges. La gare accueillait chaque jour 780 voyageurs prenant un train pour Rennes ou Vitré. En 2024, la gare a accueilli 683698 passagers, elle est la 5e gare d'Ille-et-Vilaine et 15e de Bretagne.

## Fréquentation
De 2015 à 2024, selon les estimations de la SNCF, la fréquentation annuelle de la gare s'élève aux nombres indiqués dans le tableau ci-dessous.
| Année                      | 2015    | 2016    | 2017    | 2018    | 2019    | 2020    | 2021    | 2022    | 2023    | 2024    |
| -------------------------- | ------- | ------- | ------- | ------- | ------- | ------- | ------- | ------- | ------- | ------- |
| Voyageurs                  | 390 234 | 401 892 | 419 143 | 417 333 | 465 229 | 358 738 | 389 297 | 548 808 | 628 424 | 683 698 |
| Voyageurs et non voyageurs | 487 793 | 502 365 | 523 929 | 521 666 | 581 537 | 448 423 | 486 621 | 686 010 | 785 530 | 854 623 |

## Services voyageurs

### Accueil
La gare est équipée d'automates pour l'achat de titres de transport TER et de bornes pour la validation des billets sur les cartes à puce KorriGo.

### Desserte
Châteaubourg est desservie par des trains TER Bretagne qui circulent entre les gares de Rennes et de Vitré ou de Laval. Il y a quotidiennement 19 trains qui s'arrêtent à Châteaubourg dans le sens de Rennes à Laval et 18 trains dans le sens de Laval à Rennes.

### Intermodalité
Un parc pour les vélos et les deux-roues motorisés et un parking pour les véhicules y sont aménagés.